# Єкідінська сільська адміністрація
Єкіді́нська сільська адміністрація (каз. Екідің ауылдық әкімдігі, рос. Екидинская сельская администрация) — адміністративна одиниця у складі Аркалицької міської адміністрації Костанайської області Казахстану. Адміністративний центр та єдиний населений пункт — село Єкідін.
Населення — 322 особи (2021; 474 у 2009, 910 у 1999, 1656 у 1989).

## Історія
Станом на 1989 рік існувала Сариторгайська сільська рада (села Байсакал, Єкідін, Кизилшин, Маятас, Сарбас) у складі Амангельдинського району, з 1993 року — Єкідінський сільський округ у складі Амангельдинського району. У період 1999-2006 років округ був переданий до складу Аркалицької міської адміністрації.
Села Кизилшин та Сарибас були ліквідовані 2006 року, село Маятас — 2010 року. Тоді ж сільський округ був перетворений в сільську адміністрацію.

## Склад
До складу адміністрації входять такі населені пункти:
| Населений пункт | Старі назви | Населення, осіб (1989) | Населення, осіб (1999) | Населення, осіб (2009) | Населення, осіб (2021) |
| --------------- | ----------- | ---------------------- | ---------------------- | ---------------------- | ---------------------- |
| Байсакал, село  | -           | 80                     | 65                     | -                      | -                      |
| Єкідін, село    | -           | 1206                   | 740                    | 468                    | 322                    |
| Кизилшин, село  | -           | 155                    | 0                      | -                      | -                      |
| Маятас, село    | -           | 104                    | 36                     | 6                      | -                      |
| Сарибас, село   | Сарбас      | 111                    | 69                     | -                      | -                      |